# Sinagarindra (realeza)
Srinagarindra (Nonthaburi, 21 de outubro de 1900 a 18 de julho de 1995), é a realeza da Tailândia e quarta a rainha mãe em Ananda Mahidol e Bhumibol Adulyadej, foi chamada de "Somdej Ya" ou "Mae Fah Luang".

## Honras
- Dama da Ordem Mais Ilustre da Casa Real de Chakri
- Dama da Grande Cruz (Primeira Classe) da Ordem Mais Ilustre de Chula Chom Klao
- Dama do Grande Cordão (Classe Especial) da Ordem Mais Exaltada do Elefante Branco
- Dama do Grande Cordão (Classe Especial) da Ordem Mais Nobre da Coroa da Tailândia
- Medalha Real do rei Rama IX